# Gran Premio di Monaco 1970
Il Gran Premio di Monaco 1970, XXVIII Grand Prix Automobile de Monaco di Formula 1 e terza gara del campionato di Formula 1 del 1970, si è disputato il 10 maggio sul circuito di Montecarlo ed è stato vinto da Jochen Rindt su Lotus-Ford Cosworth.
Si tratta dell'ultima gara in Formula 1 a cui prese parte Bruce McLaren, che morì meno di un mese dopo di incidente sul circuito di Goodwood, mentre collaudava una sua vettura da Can-Am. 

## Contesto
Nessuna particolare novità nella lista dei partecipanti e l'unico da segnalare era Ronnie Peterson, che era iscritto con una March privata. Il Team Lotus decise di usare la vecchia 49 al posto della nuova 72, nonostante l'avesse collaudata in occasione di una gara non titolata svoltasi a Silverstone un paio di settimane prima.

## Qualifiche
Al termine delle qualifiche la prima fila era tutta appannaggio delle March, con quella della Tyrrell pilotata da Jackie Stewart in pole position, affiancata da Chris Amon. Al terzo posto la McLaren di Denny Hulme e al quarto la Brabham di Jack Brabham, mentre alle loro spalle era la Ferrari di Jacky Ickx e la prima delle Lotus era quella di Jochen Rindt in ottava posizione.

### Classifica
| Pos | No | Pilota               | Costruttore        | Squadra                           | Tempo  | Gap  |
| --- | -- | -------------------- | ------------------ | --------------------------------- | ------ | ---- |
| 1   | 21 | Jackie Stewart       | March-Ford         | Tyrrell Racing Organisation       | 1:24.0 |      |
| 2   | 28 | Chris Amon           | March-Ford         | March Engineering                 | 1:24.6 | +0.6 |
| 3   | 11 | Denny Hulme          | McLaren-Ford       | Bruce McLaren Motor Racing        | 1:25.1 | +1.1 |
| 4   | 5  | Jack Brabham         | Brabham-Ford       | Motor Racing Developments Ltd     | 1:25.4 | +1.4 |
| 5   | 26 | Jacky Ickx           | Ferrari            | Scuderia Ferrari SpA SEFAC        | 1:25.5 | +1.5 |
| 6   | 8  | Jean-Pierre Beltoise | Matra              | Equipe Matra Elf                  | 1:25.6 | +1.6 |
| 7   | 9  | Henri Pescarolo      | Matra              | Equipe Matra Elf                  | 1:25.7 | +1.7 |
| 8   | 3  | Jochen Rindt         | Lotus-Ford         | Gold Leaf Team Lotus              | 1:25.9 | +1.9 |
| 9   | 24 | Piers Courage        | De Tomaso-Ford     | Frank Williams Racing Cars        | 1:26.1 | +2.1 |
| 10  | 12 | Bruce McLaren        | McLaren-Ford       | Bruce McLaren Motor Racing        | 1:26.1 | +2.1 |
| 11  | 19 | Jo Siffert           | March-Ford         | March Engineering                 | 1:26.2 | +2.2 |
| 12  | 1  | Graham Hill          | Lotus-Ford         | Brooke Bond Oxo Racing/Rob Walker | 1:26.8 | +2.8 |
| 13  | 23 | Ronnie Peterson      | March-Ford         | Antique Automobiles Racing Team   | 1:26.8 | +2.8 |
| 14  | 14 | John Surtees         | McLaren-Ford       | Team Surtees                      | 1:27.4 | +3.4 |
| 15  | 16 | Jackie Oliver        | BRM                | Yardley Team BRM                  | 1:27.5 | +3.5 |
| 16  | 17 | Pedro Rodríguez      | BRM                | Yardley Team BRM                  | 1:27.8 | +3.8 |
| DNQ | 10 | Andrea De Adamich    | McLaren-Alfa Romeo | Bruce McLaren Motor Racing        | 1:26.3 | +2.3 |
| DNQ | 6  | Rolf Stommelen       | Brabham-Ford       | Auto Motor Und Sport              | 1:26.3 | +2.3 |
| DNQ | 15 | George Eaton         | BRM                | Yardley Team BRM                  | 1:26.9 | +2.9 |
| DNQ | 2  | John Miles           | Lotus-Ford         | Gold Leaf Team Lotus              | 1:27.0 | +3.0 |
| DNQ | 20 | Johnny Servoz-Gavin  | March-Ford         | Tyrrell Racing Organisation       | 1:27.4 | +3.4 |

## Gara
La gara si svolse in un clima soleggiato con pista asciutta, nonostante avesse piovuto nei giorni precedenti. Al via Stewart prese il comando, con Amon, Brabham, Ickx e Jean-Pierre Beltoise alle sue spalle; al secondo giro Beltoise superò Ickx. Stewart prese vantaggio e la classifica rimase invariata fino al dodicesimo giro, quando Ickx fu costretto al ritiro dalla rottura di un semiasse. Al 22º giro Beltoise, che nel frattempo era salito al quarto posto, si ritirò per problemi alla trasmissione e nello stesso giro Brabham prese il secondo posto a discapito di Amon. Sembrava che Stewart potesse gestire il vantaggio per poi bissare il successo ottenuto nella gara precedente in Spagna, ma al 27º giro fu costretto al ritiro dal motore della sua March che cominciò a perdere colpi. Così Brabham prese il comando, seguito da Amon, Hulme e Rindt, che era risalito al quarto posto combattendo nelle retrovie, mentre il debuttante Peterson era al settimo posto e i commissari erano impegnati a ripulire l'olio lasciato in pista dal motore rotto della BRM di Jackie Oliver.
Nel frattempo Hulme ebbe problemi con la trasmissione della sua McLaren, che non manteneva inserito il rapporto selezionato, perdendo posizioni a favore di Rindt e Henri Pescarolo; al 62º giro la sospensione di Amon si ruppe, costringendolo al ritiro e lasciando il secondo posto all'austriaco della Lotus a nove secondi di distacco da Brabham. A questo punto Rindt forzò il ritmo e negli ultimi giri si ritrovò alle spalle dell'australiano, che però sembrava resistere agli attacchi dell'avversario, fin quando avvenne l'incredibile: Brabham lasciò la traiettoria ideale per poter evitare una vettura lenta mentre si avvicinava alla "Gazomètre" (la "curva del Gasometro"), l'ultima curva dell'ultimo giro, e così facendo finì sullo sporco e sbandò andando a sbattere contro le balle di paglia e cedendo la vittoria a Rindt, che fu salutata dal team manager della Lotus Colin Chapman con un gran salto di gioia. Brabham fece una rapida retromarcia e si rimise in gara, finendo al secondo posto, seguito da Pescarolo con la Matra, Hulme, Graham Hill (che era partito dall'ultimo posto in griglia) e da Pedro Rodríguez.

### Classifica
| Pos | No | Pilota               | Costruttore    | Giri | Tempo/Ritiro        | Pos. Griglia | Punti |
| --- | -- | -------------------- | -------------- | ---- | ------------------- | ------------ | ----- |
| 1   | 3  | Jochen Rindt         | Lotus-Ford     | 80   | 1:54:37.4           | 8            | 9     |
| 2   | 5  | Jack Brabham         | Brabham-Ford   | 80   | + 23.1              | 4            | 6     |
| 3   | 9  | Henri Pescarolo      | Matra          | 80   | + 51.4              | 7            | 4     |
| 4   | 11 | Denny Hulme          | McLaren-Ford   | 80   | + 1:28.3            | 3            | 3     |
| 5   | 1  | Graham Hill          | Lotus-Ford     | 79   | + 1 Giro            | 12           | 2     |
| 6   | 17 | Pedro Rodríguez      | BRM            | 78   | + 2 Giri            | 16           | 1     |
| 7   | 23 | Ronnie Peterson      | March-Ford     | 78   | + 2 Giri            | 13           |       |
| 8   | 19 | Jo Siffert           | March-Ford     | 76   | Mancanza di benzina | 11           |       |
| Ret | 28 | Chris Amon           | March-Ford     | 60   | Sospensione         | 2            |       |
| NC  | 24 | Piers Courage        | De Tomaso-Ford | 58   | Non Classificato    | 9            |       |
| Ret | 21 | Jackie Stewart       | March-Ford     | 57   | Motore              | 1            |       |
| Ret | 16 | Jackie Oliver        | BRM            | 42   | Motore              | 15           |       |
| Ret | 8  | Jean-Pierre Beltoise | Matra          | 21   | Differenziale       | 6            |       |
| Ret | 12 | Bruce McLaren        | McLaren-Ford   | 19   | Sospensione         | 10           |       |
| Ret | 14 | John Surtees         | McLaren-Ford   | 14   | Pressione dell'olio | 14           |       |
| Ret | 26 | Jacky Ickx           | Ferrari        | 11   | Trasmissione        | 5            |       |

## Statistiche

### Piloti
- 2ª vittoria per Jochen Rindt
- 1° e unico podio per Henri Pescarolo
- 3º e ultimo giro più veloce per Jochen Rindt
- 1º Gran Premio per Ronnie Peterson
- Ultimo Gran Premio per Bruce McLaren e Johnny Servoz-Gavin

### Costruttori
- 37° vittoria per la Lotus

### Motori
- 29ª vittoria per il motore Ford Cosworth
- 30º giro più veloce per il motore Ford Cosworth

### Giri al comando
- Jackie Stewart (1-27)
- Jack Brabham (28-79)
- Jochen Rindt (80)

## Classifiche

### Piloti
| Pos. | Pilota               | Punti |
| ---- | -------------------- | ----- |
| 1    | Jack Brabham         | 15    |
| 2    | Jackie Stewart       | 13    |
| 3    | Jochen Rindt         | 9     |
| 4    | Denny Hulme          | 9     |
| 5    | Bruce McLaren        | 6     |
| 6    | Graham Hill          | 6     |
| 7    | Mario Andretti       | 4     |
| 8    | Henri Pescarolo      | 4     |
| 9    | Jean-Pierre Beltoise | 3     |
| 10   | John Miles           | 2     |
| 11   | Johnny Servoz-Gavin  | 2     |
| 12   | Pedro Rodríguez      | 1     |

### Costruttori
| Pos. | Team         | Punti |
| ---- | ------------ | ----- |
| 1    | McLaren-Ford | 15    |
| 2    | Brabham-Ford | 15    |
| 3    | Lotus-Ford   | 14    |
| 4    | March-Ford   | 13    |
| 5    | Matra        | 7     |
| 6    | BRM          | 1     |